# Colombe rouviolette
Geotrygon montana
Espèce
Répartition géographique
Statut de conservation UICN

 LC  : Préoccupation mineure
La Colombe rouviolette (Geotrygon montana) est une espèce d'oiseaux de la famille des Columbidae, native de l'écozone néotropicale.

## Répartition
Cet oiseau vit en Amérique centrale, en Caraïbe et dans les régions tropicales de l'Amérique du Sud. Elle est erratique en Floride et dans le sud du Texas.

### Sous-espèces
- G. m. martinica (Linné, 1766) — petites Antilles ;
- G. m. montana (Linné, 1758) — du Mexique à la région Sud (Brésil), Grandes Antilles et Trinité.

## Description
Les parties supérieures du mâle sont principalement de couleur noisette ou roux-marron virant au roux-cannelle sur le front. La couleur des ailes est plus légère et beaucoup plus cannelle, particulièrement la partie distale des primaires, l’arrière du cou et le dos légèrement teinté de violet rougeâtre métallique. Une large bande cannelle rosâtre (plus ou moins foncé) est présente de la partie intérieure de la région malaire impliquant le dessous de l’espace orbital jusqu’à (parfois au travers) la région auriculaire. Les parties inférieures (à l'exception du devant), une large bande ou tache allongée noisette ou roux-marron passant, sur la partie postérieure, à la couleur similaire à celle de l’arrière du cou. Le menton et la gorge sont cannelle rosâtre clair, le premier parfois plus pâle ou chamoisé. Le cou et la poitrine sont fauve-lie-de-vin ou brun (plus rarement) passant à cannelle vinacée claire ou rose chamoisé sur la poitrine et en chamois (plus ou moins foncé) sur les parties inférieures et postérieures. Les flancs sont plus ou moins teintés de cannelle chamoisée ou argile. Les sous-caudales sont chamois plus clair ou chamois-cannelle terne avec les bords chamois. Les axillaires et le dessous des ailes sont roux-marron clair ou brun. Le bec est rouge violacé à rouge sang avec la pointe brunâtre plus ou moins sombre. L’espace orbital nu et les pattes sont rouge violacé. L’iris peut être jaune, orange, orange foncé, orange brunâtre ou brun rougeâtre.

Le plumage de la femelle est très différent avec les parties supérieures brun-olive clair ou foncé à sépia foncé devenant plus pâle sur le front et la région sourcilière. Le dos est légèrement teinté de bronze verdâtre. Les régions sus orbitaire et auriculaire, et la partie antérieure de la région malaire, sont de couleur similaire à celle du front et de la région sourcilière, s’assombrissant sur le dessous en brun-cannelle plus foncé, formant une tache allongée plus ou moins distincte. Le menton et la gorge sont blanc chamoisé à chamois rosâtre foncé ou chamois cannelle pâle. L’avant-cou et la poitrine sont cannelle terne à cannelle foncé, brun chamoisé à brun tabac ou bistre, passant au chamois (plus ou moins foncé) sur l’abdomen. Les flancs sont plus ou moins imprégnés ou mêlés de la couleur de la poitrine. Le dessous des caudales est chamoisé terne passant au chamois plus clair ou au blanc chamoisé sur les bords, souvent avec une strie mésiale chamois plus foncé. Les axillaires et la couverture sous-alaire sont principalement chamois terne clair à chamois cannelle, la surface inférieure des rémiges roux-cannelle passant au brun-grisâtre clair aux extrémités.

Le juvénile mâle a le pileum, l’arrière du cou, les scapulaires, le croupion, la couverture caudale supérieure, la queue et les rémiges brun-olive avec le front plus pâle et légèrement cannelle. Les scapulaires et les secondaires ont une tache terminale largement triangulaire de couleur fauve cannelle bordée en avant par une barre plus ou moins distincte de brun-olive plus foncé. La couverture des caudales et rectrices est terminée par du fauve cannelle, les premières avec une barre subterminale sombre. La couverture alaire est roux-cannelle passant au brun-olive à la base. Les rémiges sont bordées, plus ou moins distinctement, de fauve cannelle. Les parties inférieures sont chamois brun pâle et la poitrine est roux-cannelle terne.

Le juvénile femelle a les parties supérieures, y compris la couverture alaire, brun-olive foncé ou olive brunâtre, légèrement teinté de bronze verdâtre. La couverture alaire est terminée de roux clair montrant une barre transversale bien visible, les scapulaires sont plus étroitement barrés de la même teinte. Les parties inférieures sont chamois pâle à blanc chamoisé. Le devant et la poitrine sont brun grisâtre, avec des plumes plus ou moins distinctement teintées de cannelle pâle ou roux pâle.

## Reproduction
Le nid est une plateforme de bâtons et de feuilles construit dans les branches basses des arbres ou dans les buissons.

Les œufs sont légèrement elliptiques et de couleur crème brunâtre.